# アルトネリコ
『アルトネリコ』（Ar tonelico）は、コンピュータゲーム、アニメ、漫画などにて展開されるメディアミックス作品、およびその作中に登場する巨大建造物の名称である。原作メーカーは製作をガスト、販売をバンダイナムコゲームス（旧バンプレスト）が担当する。シリーズを通してディレクターを土屋暁（ガスト）、プロデューサーを河内厚典（バンダイナムコゲームス）、主題歌を志方あきこが務めている。
コンピュータゲームはシリーズとして第3作まで発売されている。
1. シリーズ第1作および関連作品は『アルトネリコ 世界の終わりで詩い続ける少女』を参照のこと。
2. シリーズ第2作および関連作品は『アルトネリコ2 世界に響く少女たちの創造詩』を参照のこと。
3. シリーズ第3作および関連作品は『アルトネリコ3 世界終焉の引鉄は少女の詩が弾く』を参照のこと。

本項では、主にアルトネリコシリーズ全体の概要と、シリーズ共通となっている世界観について記述する。

## 概要
アルトネリコシリーズは、過去の人災によって大地が失われてしまった惑星アルシエルを舞台に、詩魔法（うたまほう）と呼ばれる特殊能力を行使することができる種族「レーヴァテイル」を巡る冒険および主人公とヒロインの心のふれあいを描くSFファンタジー。コンピュータゲームの第1作から第3作までは、大地が失われる以前の技術で作られた三基の巨大建造物と、その周囲の地域のみが「世界」として認識されている世界が舞台となっている。
作中には「ヒュムノス語」と呼ばれる本作オリジナルの人工言語が登場し、魔法の詠唱シーンなどの台詞や劇中歌、背景など全編に渡って用いられている。これらのメッセージの多くは、作中ではその意味が明かされていないものの、ヒュムノス語には単語の意味や文法が詳細に設定されており、公式サイト内のコンテンツなどの作品外の媒体で翻訳のための手引きが用意されている。このため、プレイヤーはこれらのメッセージを翻訳することによって、劇中歌に秘められた登場人物の心情などといった、隠された意味を解き明かすことができるようになっている。
PlayStation 2用のゲームソフトとして発売されたシリーズの第1作は、歌詞にヒュムノス語を用いた劇中歌をはじめ、凝った世界設定や魅力的な登場人物、セクシャルな内容にも解釈できる際どい描写などが評価や話題を集めた。以降の続編でも様々な新しい試みが導入されつつも基本的な路線は継続されたほか、漫画やドラマCDなどのメディアミックス展開も行われ、歌や楽曲を物語の主軸に据えた複雑な世界設定が展開されている。また、劇中歌のCDや設定資料集といった関連商品も数多く発売されている。

### 沿革
第1作のゲームの舞台ソルシエールは本シリーズのディレクターである土屋暁が大学時代の1995年に作ったテーブルトークRPG用の世界設定が原型となっており、シュレリアなどの登場人物の一部はその頃から存在しているとされる。元々、アルトネリコ第一作の開発は2000年にPlayStation 2用RPGとして企画が立ち上がったが、「魔法のベルを調合して魔法効果を生み出す」という自由度が高くまた煩雑で難易度の高い内容だった事もあって開発が中断、後にバンプレストとの共同企画として再スタートした際、上記の魔法のベル調合を「レシピ」の導入で簡略化した「グラスメルク」や「レーヴァテイル」「コスモスフィア」「ヒュムノス」といった本シリーズの特徴となる設定を加えることで、初稿脚本全没等の難産の果てに2006年の1月に第1作『アルトネリコ 世界の終わりで詩い続ける少女』が発売された。
翌年の2007年10月に同じくPlayStation 2用RPGとして発売された第2作『アルトネリコ2 世界に響く少女たちの創造詩』は、一部の登場人物を引き継ぎつつも同じ惑星上の異なる地域を舞台とし、第1作から数年後の世界が描かれた。2010年1月に発売された第3作『アルトネリコ3 世界終焉の引鉄は少女の詩が弾く』はプラットフォームをPlayStation 3に移し、やはり第2作から数年後の別の地域を舞台としつつ、3部作の完結編となる物語が描かれた。

### システム
ゲームにはアルトネリコシリーズ独自の詩魔法による戦闘システムが導入されており、操作感覚こそ作品ごとに大きく異なっているものの、詩魔法は長く詠唱すればするほど効果が上昇するという設定の関係上、効果が発揮されるまでに時間のかかる「詩魔法」を唱え続ける後衛のヒロインを、前衛の戦士が護りつつ戦うという構図はシリーズを通しての共通要素となっている。また、作中でもイベントバトル等で敵味方関係なくレーヴァテイルが謳う「ヒュムノス」が戦闘BGMとして流れるなど、「詩（うた）」が重視されている。
また、ガストのアトリエシリーズにある「錬金術」と似たシステムが「グラスメルク」や「調合」という形で存在し、様々なアイテムをプレイヤーが作り出すことができる。

### ムスメ調合RPG
メーカーにより定義されたゲームジャンルは「ムスメ調合RPG」で、「ムスメ調合」は「ムスメ」であるレーヴァテイルの心の世界「コスモスフィア（精神世界）」に潜り込んだり、コスモスフィアで獲得した天使、巫女や魔女など様々なコスチュームをレーヴァテイルに着せることができることなどを表している。

## 世界観
第1作 - 第3作では物語の舞台や登場人物は異なるが、基本的な世界観は共通のものとなっている。『アルトネリコ 世界の終わりで詩い続ける少女』では巨大な塔「アル・トネリコ」と浮遊大陸「ホルスの翼」で構成された世界「ソル・シエール」が、『アルトネリコ2 世界に響く少女たちの創造詩』では狭い塔とその周囲にある人工大地「リム」の上で生きる過酷な世界「メタ・ファルス」が、『アルトネリコ3 世界終焉の引鉄は少女の詩が弾く』では特徴的な意匠の白亜の塔を、「大牙」と呼ばれる岩塊が囲む世界「ソル・クラスタ」が舞台となっている。

### エクサピーコの宇宙
アルトネリコシリーズの舞台となるのは我々の住むビッグバン宇宙とは異なり、原初の核たるエクサピーコ（EXA_PICO）の紡ぐ詩によって織りなされる波動で出来た宇宙であり、星も大地も命も、上位の存在の紡ぐ詩という名の波動から出来ており、下位存在もまた上位存在程の種類ではないが、自らも波動を奏で、より下位存在に影響をもたらすというのがこの宇宙の法則となっている。EXA_PICOの奏でる波動の種類は数えられぬ程の量であり、これはアルシエルが属する系列の場合ではあるが、EXA_PICOの波動のごく一部しか受け継がれていない惑星単位でも20強程、そして人間でも7種もの波動から構成されている。そして同じ「EXA_PICOの宇宙に存在する惑星」であっても属する「星団」や「恒星」が違えば、各星団や各恒星毎にそれらを構成し、それらが奏でる波動も異なるため、その存在を構成する波動の種類もまた異なり、そこに生まれた人類等の動植物を構成する波動の種類もまた異なる。
エクサピーコの奏でる波動のうち一部R波N波Tz波D波V波Vx波K波H波S波の9種を例に取るとこのように下位と上位の存在の関係を表現できる。
| *                      | R波 | N波 | Tz波 | D波 | V波 | Vx波 | K波 | H波 | S波 |
| ---------------------- | --- | --- | ---- | --- | --- | ---- | --- | --- | --- |
| EXA_PICO宇宙           | ○   | ○   | ○    | ○   | ○   | ○    | ○   | ○   | ○   |
| アルシエルの属する星団 | ×   | ○   | ○    | ○   | ○   | ○    | ×   | ○   | ○   |
| アルシエルの属する恒星 | ×   | ×   | ○    | ○   | ○   | ○    | ×   | ○   | ×   |
| 惑星アルシエル         | ×   | ×   | ×    | ○   | ○   | ○    | ×   | ○   | ×   |
| ヒュムノス             | ×   | ×   | ×    | ○   | ×   | ×    | ×   | ○   | ×   |

### アルシエル
シリーズの舞台となる惑星。アルシエル(Ar ciel)とはヒュムノス語で『唯一の世界』を表す。ヒュムノス語の中央正純律においてソル・シエールは『sol ciel』と表記し『輝く世界』という意味。過去に発生した『グラスノインフェリア』と呼ばれる大災害の結果、空は『ブラストライン』と呼ばれるプラズマが充満した空域で覆われ、また大地は粉砕されて『死の雲海』と呼ばれる分厚い雲の層が広がり、生き残った人々は『塔』と呼ばれる巨大建造物とその周辺でのみ、かろうじて生存できる状態にある。また、アルシエルは『チェロ月』『ヴィオラ月』という二つの衛星を持つ。『チェロ月』は大きく赤紫色で、『ヴィオラ月』は小さく金色の月である。ソル・シエールにおいては、これらの月は毎晩交互に昇る（アルシエルの他の地域でも同様かは不明）。
なお、『アルシエル』の名前が判明するのはゲーム第2作であるが、第2作発売以前に「さぽている」内において『アルシエル球』というアイテムが登場している。これはアルシエルの『地球儀』であり、いわば『アルシエル球儀』である。

### アル・シエルの神（惑星の意志　他）
アル・シエルの神には主に2種存在し、一つが惑星アル・シエルの核でありその全てを生み出した存在である『惑星の意志』であり、もう一つが、後述の『レーヴァテイルオリジン』である。

『惑星の意志』とは惑星アルシエルを構成する魂及びその魂の集合体の事である。最初は「原初の意志」と言われる、アルシエルを構築した「ユークリッダ」「クリューエ」「ホルス」の3柱が存在し、惑星構築の後この三神から様々な意志が派生し生まれてきた。アルシエルには数多な惑星意志がいて、第三期現在は随分と数が減っているが、それでも人間の数ほどは存在している。惑星の意志は『星の子』とも呼ばれ、通常は実体を持たないが、ごくまれに『具現化』『憑依』『転生』等の様々な方法で実体化しその強大な力を振るっており、そうした交流の中でやがて人間とテル族に『神』として認識されるようになってきた。人間の惑星の意志に対した意識は地域ごとの違いはあるが、『偉大で畏れ敬うべき者』として見ているのが一般的であった。このような神への畏敬が特に強かった地域はソル・クラスタであったという。一方、人間よりも高度な感覚を有し惑星意志達との接触の多いテル族達の間には『近しき世界の友人』という意識が強く、特に後にアルトネリコ第三塔が建てられたテル族の聖地「シェスティネ」の地は、唄石の宝庫であり、惑星意志達との交流がもっとも行いやすい土地との理由から、『世界の真理が集まる場所』とも呼ばれていたという。なお、惑星意志の中でもメジャーな意志達は『星巡り十二神』と言った形で神話に語られている。惑星アルシエルが属する星団の恒星は惑星意志よりも遥か上位に位置する存在で、惑星の意志たちからは主なる神「ソル」と認識されている。
| 系統   | 神の名                                   | 神話の役割 | 実際の意志役割                                            | 直属の上司（親？） |
| ------ | ---------------------------------------- | --- | --------------------------------------------------------- | ------------------ |
| 【地】 | ホルス                                   | アルシエルの人々からは2930年まで存在を知られていな かった為神話には登場していないがテル族からは、大地と時の女神と呼ばれていた 「地」系最高神に該当 | 惑星アルシエルの物理形成 (D波的な部分)に関する全般を司る  | 無し               |
| 【天】 | 那由他羅（なゆだら＝ユークリッダ）       | 太陽神 「天」系の最高神 | 光と輻射、放射線、成層圏の維持管理                        | 無し               |
| 【魂】 | 六冠（ろっかん＝クリューエ）             | 王の中の王、神を束ねる神 「魂」系の最高神 | 意志の中核的存在の一人で 惑星意志達のHUB的存在。U波を司る | 無し               |
| 【天】 | 蒼天帝（そうてんてい＝ソレイル）         | 空の神、風神 | 天候管理、大気圏の維持管理                                | ユークリッダ       |
| 【天】 | 泥路（でいじ＝ディジア）                 | 山の神、火山の神 | マントル対流、鉱石、土等の大地管理                        | ソレイル           |
| 【天】 | 蒼痲ノ宮（そうまのみや＝ソーマ）         | 災いの神、荒くれ神 | 淘汰による均衡、世界維持                                  | ソレイル           |
| 【天】 | 黒螺（こくら＝フィラメント）             | 死神、貧乏神 | 世界永続の為の均衡管理                                    | ソーマ             |
| 【魂】 | 珠洲ノ宮（すずのみや＝ヒュムノスフィア） | 詩の神、創造神 | 3次元世界全般の創造母体。D波を司る                        | クリューエ         |
| 【魂】 | 紅禰命（こうでいのみこと＝リステア）     | 武闘神、戦神 | H波の衝突管理、調停、淘汰方面                             | ヒュムノスフィア   |
| 【魂】 | 紗々ノ宮（さしゃのみや＝サーシャ）       | 文明の神、知識神 | D波管理、物質秩序管理                                     | ヒュムノスフィア   |
| 【魂】 | 堕天后（だてんこう＝サラパトゥール）     | 愛の女神、堕落の神 | H波の衝突管理、融和、共鳴方面                             | ヒュムノスフィア   |
| 【地】 | 零獅姫（れいしき＝レーレ）               | 魂の神、現世神。 （大地系最高神と誤認されていた）                                                                                                  | 生命の創造神の中核的存在。H波を司る                       | ホルス             |
| 【地】 | 沙羅世命（さらのよめい＝シャラノワール） | 植物の神、森神、生命神 | 植物を中心とした生命の創造                                | レーレ             |
| 【地】 | 咲夜琉命（さきやるめい＝サキ）           | 救いの神、生命神 | 動物を中心とした生命の創造                                | レーレ             |
| 【地】 | 紅蓮帝（ぐれんてい＝ユリシカ）           | 火の神、文明の神 | 人類進化の促進と啓示                                      | サキ               |
| 【地】 | アル・ルゥ（アルル）                     | 第一期終了後に誕生したので無し | 抗体の創造と統率 抗体頭脳                                 | ホルス             |

なお、通常の惑星意志の他に『半神』と呼ばれる惑星意志と人間を仲介する生命も存在し、原初の人間は必ず半神を片親もしくは両親としており、原初の時代に生まれた半神はそのまま人類の祖でもある。

半神は人々を有る一定の方向へと導くという使命と共に地上に降り立ち、その使命を遂行するのではあるが、人として生まれたときから使命を自覚していることもあれば、ある日突然半神としての使命を思い出す場合も有り、後者の場合は『烈獅皇記～雷哭の天子』における雷哭美子のように悲劇の原因となることもある。

また、「クルトヒュムネス ～神と対話した詩～」伝承本外典にて、それまで「神ではない」とされてきたメタファルス伝承の聖女ラプランカが試練の末、神として迎えられたとの記述がある。ただし完全なる星の意志（神）になったのか半神になったのかなど詳細は不明。
| 系統     | 半神の名                                           | 雑記 | 直属の神（親？） |
| -------- | -------------------------------------------------- | --- | ---------------- |
| 【天】   | 知楽（しらく＝シラク）                             | 不明 | ソレイル         |
| 【天】   | 律詩童（りっしどう＝ミュウ）                       | 『謳う丘ハーヴェスターシャ』に登場。 サラパトゥールに思いを寄せられたりしている。                                          | ディジア         |
| 【魂】   | 雷哭美子（らいこくびし＝シェリーク）               | 『烈獅皇記～雷哭の天子』の主人公 神の子としての使命と、恋との狭間で苦しむ。                                                | リステア         |
| 【魂】   | 灯冥后（とうみょうのきさき＝テクノティカリーシャ） | 不明 | サーシャ         |
| 【魂】   | 武天（ぶてん＝マオ）                               | メタファルス民話の主要登場人物。 理想の体現者として描かれるラプランカに対して、 悩み苦しむ不完全な存在として描かれている。 | クリューエ       |
| 【地】   | 豊穣獅姫（ほうじょうしき＝ハーヴェスターシャ）     | 『謳う丘ハーヴェスターシャ』の主人公。 サラパトゥールとミュウの奪い合いをしている。                                        | レーレ           |
| 【不明】 | 飛翔天（ひしょうてん＝エオリア）                   | 神話上で天地創造を行った『三謳神』の長女で風を司る。 後述のオリジンとは別人                                                | 不明             |
| 【不明】 | 碧珠天（へきじゅてん＝フレリア）                   | 神話上で天地創造を行った『三謳神』の次女で、大地を司る。 後述のオリジンとは別人                                            | 不明             |
| 【不明】 | 海淼天（かいびょうてん＝ティリア）                 | 神話上で天地創造を行った『三謳神』の三女で水を司る。 後述のオリジンとは別人                                                | 不明             |

### アルトネリコ
シリーズの各作品の舞台となる巨大な建造物（塔）。ヒュムノス語で『Ar＝唯一』+『tonelico＝御神木』で『世界樹』を意味する名称であり、大地がまだ存在した時代に建てられた巨大建造物。第一塔から第三塔まである。
第一塔「アルトネリコ」は『音科学に基づいた音の力を増幅し人々に提供する「増幅塔」である。現在では失われたロストテクノロジーが数多く使われており、レーヴァテイル達の詩魔法の力の源である「詩サーバー」として機能している。ソル・シエールのレーヴァテイルの場合は第一塔「アルトネリコ」をそのまま詩魔法サーバーとして利用している。
フレリアの管理する塔「アルトネリコ第二塔」は第一塔の中継塔として建築されていたが、未完成であるため、I.P.D.を除くメタ・ファルスのレーヴァテイルは導力中継衛星「ソル・マルタ」を経由してソル・シエールの第一塔と接続している。またI.P.D.レーヴァテイルは「インフェル・ピラ」の詩魔法サーバーを利用している。
ソル・クラスタの第三塔「ハーヴェスターシャ」は惑星再生計画AHPPを実行するためのXPシェルを惑星核に撃ち込むための砲台として建築されて居るが、導力不足等のいくつかの不測の事態により完成は3の本編の終盤となった。第三塔それ自体には詩サーバー機能は無く、第二塔のように第一塔とリンクをしているわけでもない。ソル・クラスタのレーヴァテイルの精神世界が収納されている詩サーバーの機能はアルキアの「原初の塔」に存在している。
三本のアルトネリコはそれぞれ1人の「レーヴァテイル・オリジン」によって管理されており、グラスノインフェリア以降、人々はそれぞれの塔の上及び周辺の居住可能地域で辛うじて生活しており、他の塔とは隔絶した閉鎖社会を形成し、自分たちの生活圏とその周辺を「世界」として認識している。そのうちエオリアによって管理されている塔の近辺の世界を「ソル・シエール」と呼び、フレリアによって管理されている塔の近辺の世界を「メタ・ファルス」と呼ぶ。そして、ティリアによって管理されている塔の近辺の世界を「ソル・クラスタ」と呼ぶ。

### レーヴァテイル
シリーズに共通して登場する、音を力に変える能力を持つ稀少種族。過去に人造的に生み出された種族であるが、見た目は人間と全く変わらず、実際に人間との混血も可能。Y染色体がレーヴァテイル因子の発現を阻害するため基本的には女性しか存在せず、身体の表面には種族の証として、「インストールポイント」と呼ばれる紋章が刻まれている。詩魔法（うたまほう）と呼ばれる神秘の力を操り、「世界と語る」ことができる。全てのレーヴァテイルは、深層意識の中で力の源の「詩魔法サーバー」と繋がっており、彼女たちの謳う詩魔法もまた、口や喉からの発声とは別に、詩サーバーの機能によって謳われる物であり、脳内のイメージそのままの伴奏付きで発現する。
レーヴァテイルは、特別なレーヴァテイルであるレーヴァテイル・オリジン、純粋なレーヴァテイルである「β純血種（ベータじゅんけっしゅ）」、及び人間との混血である「第三世代」の3つに大別される。メタファルス独自のレーヴァテイルであるI.P.D.は、このうち「第三世代」に分類されている。ソル・クラスタではアルキア研究所が「γ昇華体」と呼ばれる特殊な個体を作り出している。この個体は通常第9層までの精神世界の深度が、第24層まで存在する。

#### レーヴァテイル・オリジン
塔の管理者として作られた特別なレーヴァテイル。作成された順番に、「エオリア」「フレリア」「ティリア」の3体が存在する。全員が第一紀当時のエル・エレミア（＝ソル･シエール）生まれ。レーヴァテイルとしての能力は非常に高い。インストールポイントは3体共通で腰にある。完全な人工生命体であり、基本的には18歳程度まで成長した以降の老化や寿命などはない。最高齢のレーヴァテイルであるエオリアの年齢は、アルトネリコ1開始時点で739歳。後述のコスモスフィアの概念が発明される前に生み出されたため、β純血種や第三世代と違い精神世界にコスモスフィアを持たない。
彼女達の名前はアル・シエル創造神話に登場する三姉妹の半神『三謳神』から採られており、エオリアが『風』フレリアが『大地』ティリアが『水』を司るとされており、それぞれクラスタ風表記では「エオリア＝飛翔天」「フレリア＝碧珠天（へきじゅてん）」「ティリア＝海淼天（かいびょうてん）」と呼ばれている。ソル・シエールでは彼女たちレーヴァテイル・オリジンを名称の由来である半神と同一視しており、『エル・エレミア三謳神』と呼んで信仰の対象としている。
ただしメタ・ファルスにおいてはフレリアは神の地位を失っており、またソル・クラスタでも大牙やアルキアはレーヴァテイル・オリジンを信仰の対象としておらず、レーヴァテイルの国家であるクラスタニアも、ただ一人ティリアだけが、信仰の対象というよりむしろ国母や開祖といった崇拝の対象となっている。

#### β純血種
レーヴァテイル・オリジンのクローン体。不老ではあるもののオリジンのように不死ではなく、およそ150年ほどの寿命を持つ。ただしオリジンと同様に、約18歳で成長が止まるように遺伝子がプログラムされているため、それ以上の老化が進むことはなく、死ぬまでほとんど同じ姿を保ち続ける。β純血種であるミュールは作られてから400年近く経過した今も生存しているが、彼女の肉体は生まれてから30年ほどで封印されているため、β純血種の寿命を超えて生き続けているとは必ずしもいえない。ソル・シエール世界で現存するβ純血種は、彌紗と封印されているミュール、そしてプラティナにいるごく少数のβ純血種だけである。メタ・ファルス世界においては、エオリアと違いフレリアがその技術を伝えなかったため幻の存在とされており、現在の第三世代は第一期及び第二期にソル・シエールから移り住んだβ純血種達の子孫にあたる。ソル・クラスタ世界では、アルキアとクラスタニア両勢力がβ純血種を生み出す技術を保有している。また、β純血種が中心であるクラスタニアでは、年間で生み出されるレーヴァテイルの出生数及びその役割までも管理されている。
β純血種の寿命とは中核三角環（レーヴァテイルのコア、人間でいう心臓部）の動作保証期間なのだが、それはテロメアと呼ばれるエネルギー源が決定付けているものであり、これの増減によって寿命の変更が可能である。ただし中核三角環に150年以上の動作保証がないため、限界に達する前に停止させる安全装置の面がある。アルトネリコ第三塔のリンカーネイションにある設備を使うことで膨大なティリアのテロメアを分け与えるという形で通常以上に消耗したテロメアの追加補充を行えるが、第一塔のリンカーネイションの場合は管理者であるオリジン『エオリア』の寿命制御方法がティリアと異なりテロメアに拠るものでないため、おそらくは不可能と思われる。β純血種が精神的ショックなどにより中核三角環が停止（死亡）したり、自分が所属している塔から遠く離れすぎた場合、その肉体は素水に戻り遺体としては残らない。

#### 第三世代
人間とレーヴァテイルの混血の女性の中で、人間として生まれた後にレーヴァテイルの能力が発症した者。厳密にはレーヴァテイル因子の強さからレーヴァテイルと詩サーバーに誤認されているだけの人間であるため、一般的にその能力は「β純血種」に劣り、個体差も大きく、ソル・シエールにおいては六角版試験でその資質によってA~Dのランクで分類される。またレーヴァテイル・オリジンやβ純血種と異なり、人間と同様に成長し老化する。レーヴァテイル質が発症するとそのレーヴァテイル質が人間としての生命力を奪うようになり、寿命が極端に短くなるので、延命のために「ダイキリティ」と呼ばれる延命剤を定期的に摂取する必要がある。「ダイキリティ」を全く摂取しなかった場合、最長でも20年程度しか生きることができない。そして延命剤をきちんと摂取していた場合でも多くの場合は40歳前後で死を迎える
レーヴァテイルの因子は親から子へと遺伝し、レーヴァテイルの血を引く人間はありふれた存在となっているが、男性の場合は強いレーヴァテイル質を持っていたとしてもそれが発現することはなく、また女性であっても潜在的なレーヴァテイル質を持ちながら発症しない者もいる。例えば第1作の主人公ライナーは、仮に女性として生まれていれば第三世代として覚醒していた程度のレーヴァテイル質を持っているとされる。なお、例外的にソル・クラスタ地方においては、アルキアのネオアトラス派の「人類進化計画」の布石としてばら撒かれた変異性レーヴァテイル質の関係で、男性やリンク先がサーバーアドレス外の女性といった本来であればレーヴァテイルとして覚醒しない人間でも、詩サーバーと精神のリンクが行われる場合があり、そうした人間が強い感情を抱くと、暴走とも精神崩壊とも取れる状態に陥る。ソル・クラスタにおいてはこの症状を「極限病」と称し、その因子を持つ人間を、ソル・クラスタ地方のオリジンである、ティリアは『半レ人』と冗談交じりに評している。

#### 延命剤
レーヴァテイルは中核三角環の紡ぐ詩である導体D波によって肉体を構成しているが、オリジンやβ純血種と異なり、第三世代は中核三角環を持たないため、NEE（レーヴァテイル生命維持機構）が人間としての生命力である定常Ｈ波を魔力である導体D波に変換して中核三角環の紡ぐ詩の代用としてしまう。よって、第三世代は18歳ほどと極めて短命となるが、特性のない定常Ｈ波の塊である延命剤を投与することで、NEEが延命剤から優先的に定常Ｈ波を補充し生命力を奪う事を避けさせる事で、通常の人間並みの寿命（それでも人間の躰で詩魔法を行使する負担は大きいため約40歳程度）を保つことが可能となる。なお、延命剤には軽延命剤『トランキリティ』と重延命剤『ダイキリティ』の2種が存在し、一般に延命剤という場合は後者の『ダイキリティ』を指す。ソル・シエール世界（プラティナ及びイムフェーナを除く）では、ダイキリティを大量生産できるのは教会と天覇だけであり、これらの組織に所属すれば無償で延命剤を受け取ることができる一方、市場では高額で取引されている。このため、第三世代は教会か天覇に所属することが一般的となっている。メタ・ファルス世界では、ダイキリティは初代澪の御子インフェルによって発見され、その後大鐘堂が無償で支給している。配給は中央のパスタリアのみならず辺境のリムまで行き届いており、第三世代が生活しやすい環境となっている。ソル・クラスタ世界は、アルキア・大牙側では、「ホルスの翼」と同じように高価で取引される為入手が難しい。ソル・クラスタにはレーヴァテイル質を抑える技術が存在するが、それを利用して、アルキア研究所が「安価にレーヴァテイル質と詩サーバーのリンクを解除する手術を施行する」と称して施術されたレーヴァテイルが使用していたサーバー領域を使った非道な人体実験を行っていた。なお、延命剤のインストールというのは、地域を問わず第三世代レーヴァテイルにとって、生存のための必須行為であると同時に、インストールを行う相手が身内や上司同僚といった義務的関係の相手以外のプライベートな関係である場合、レーヴァテイルにとって性交に匹敵する意味合いがあり、身内以外の恋人等との初インストールともなれば、初体験にも匹敵する重大な出来事として認識されている。

#### インストールポイント
レーヴァテイルの身体の表面に必ず存在する、紋章のような5cm程度の大きさの痣のような物（正確には痣ではなく表皮に浮き出たグラスノの結晶体）がある箇所。オリジンこそ腰に固定されているが、基本的にはどこに表れるかは、個々のレーヴァテイル毎に異なる。グラスノ結晶のインストールや第三世代に対する延命剤の投与は、このインストールポイントを通じて行われる。生存に関わる重要な箇所であると同時にレーヴァテイルの精神が露出した部分とも言え、レーヴァテイルは信頼した相手にしかインストールポイントを曝さない。
個々の形状に付いてはオリジン>β>第三世代の順で、オリジンのものである整ったデザインからかけ離れた、不規則で曖昧なものとなっていく。かつてガスト通販のおまけとして配布された第1作及び第2作のヒロインのインストールポイントを描いたタトゥーシールも、その設定に基づいたデザインが成されており、オリジンのものはより真円に近い形状に設定されている。
また、デザイン上、立ち絵やイベント画像等では本来見えているはずの場合でも、原則としてインストールポイントは描かれていない。

### 詩
作中においては原則として「し」ではなく「うた」と読む。歌唱、歌詞、ヒュムノス語による呪文のことを総じて指す。文脈によって「謳う」「歌う」などの語が使い分けられることもある。

### 詩魔法
レーヴァテイルが使用可能な魔法。ヒュムノス語と呼ばれる言語で表された呪文を唱えることで発動し、戦闘においては強力な武器となる。全てのレーヴァテイルは、自らの想念を具現化させて攻撃や防御に用いることができるヒュムノスを標準で用いることができ、これを詩魔法と呼ぶ。一般的な詩魔法は、レーヴァテイルとそのパートナーが、後述のダイブという行為を行うことによって紡がれる。従ってレーヴァテイルが詩魔法を紡ぐには、パートナーとの信頼関係が非常に重要となってくる。一部例外として、ダイブをせず現実世界においてレーヴァテイル自身が一人で紡ぐことも確認されているが、これはレーヴァテイルの心が、極度に揺さぶられた場合にのみ発生する、非常に稀な現象である。なお、ヒュムノス語自体の発生経緯から解るように、人間でも詩魔法は使用可能だが、詩サーバーの支援を受けずに使用する関係で、威力は総じて弱めになる。例外として外伝CDドラマの一つで、第1作の登場人物であるスピカ・ニールがクルシェ・エレンディアらしき人物の作った『カリヨンオルガニート』というアイテムを使用することで、無理矢理レーヴァテイルに匹敵する威力の詩魔法を紡いでいるが、やはり、詩サーバーのバックアップが無い事で、異常なまでの疲労を感じたという結果に終わっている。

#### ヒュムノス
塔を制御するための特殊な詩で、正式名称は「ヒュムノスエクストラクト」。普段はヒュムネクリスタルというものに封じ込められている。一般的な詩魔法（ヒュムノスワード）と異なり、クリスタルの内部に存在するデバイスに納められた「想い」を、レーヴァテイルにダウンロードすることによって、謳うことが可能となる。基本的にはヒュムノスのインストールには、「ヒュムネコード」と呼ばれるコントロールキーが必要であり、特定のレーヴァテイルにしかダウンロードできない（ただしI.P.D.レーヴァテイル用の物は、詩サーバーの違いもあって一切のヒュムネコードを必要とせず、I.P.D.レーヴァテイルもヒュムネコードを持たない）。
しかし、この力のため、レーヴァテイルの存在は重宝されて、過去にはレーヴァテイルを介さずに直接ヒュムノスを使用する技術もあったようだが、その技術は過去二度に渡る災厄によって失われてしまっている。

#### ヒュムネコード
塔が個々のレーヴァテイルを一意に識別するために用いられる識別子。ヒュムノスのダウンロードの儀式の際に、認証情報として用いられる。レーヴァテイル・オリジン及びβ純血種のヒュムネコードは、塔のデータベースに登録されているが、第三世代のヒュムネコードは登録されていない。このため第三世代はプリインストールされている戦闘用の詩魔法（ヒュムノスワード）は使えても、ヒュムネクリスタルからヒュムノスをダウンロードすることができない。
しかしながら実際には、作品中において複数の第三世代レーヴァテイルがヒュムネクリスタルからダウンロードしたヒュムノスを謳っている。これに関してはそれぞれの場合ごとに、以下のような異なる理由付けがなされている。
- 第1作に登場したオリカ・ネストミールの場合は、スペクトラム遺伝子の形状がβ純血種であるミュールのそれに酷似しており[30]、その結果塔が彼女のヒュムネコードをミュールのそれと誤認識したために、ヒュムノスを謳うことが出来たとされている。
- 第2作に登場した瑠珈・トゥルーリーワースの場合は、焔の御子の証であるDセロファンをインストールされた結果、レーヴァテイル・オリジンであるフレリアと同一のヒュムネコードを持つようになったため、ヒュムノスを謳うことが出来たとされている[31]。
- 同じく第2作に登場したクローシェ・レーテル・パスタリエの場合は、I.P.D.である彼女が謳うヒュムノスは、インフェル・ピラを制御するためのものであり、認証形式などが塔を制御するためのヒュムノスとは異なるため、ダウンロードにヒュムネコードは不要とされている[32]。
- 第3作に登場したミュートの場合は、ラウドネス博士によってβ純血種の1個体をエイリアスとして利用するという抜け道が使用されている[33]。

### コスモスフィア
レーヴァテイルの心の中に存在する精神世界。顕在意識・深層意識のレベルを反映して階層構造となっている。その世界観は個々のレーヴァテイル毎に大きく異なる。またコスモスフィア内部では、人格の異なる側面を反映する形で、異なる性格を持つ複数の本人が登場することがある。「ダイブ」はこのコスモスフィアに干渉する行為である。本人が望まない相手からの干渉や、本人が望まない深い階層への干渉を阻止するために、コスモスフィア内部には「心の護（こころのもり）」と呼ばれる世界の守護者が存在する。ただしI.P.D.に感染すると心の護が消滅する。
コスモスフィアは詩魔法のサーバーに用意されたレーヴァテイルの意識をつかさどるプライベート空間である。一般的には全9層からなり、第1層～第5層が表層意識、第9層が深層意識となる。各階層に必ずある「いのちの塔」は塔とレーヴァテイルを直結する。I.P.D.はその性質上第8層、第9層は他のI.P.D.との境界が存在しない（ただし、メタファリカで大陸を紡ぎ、インフェルピラが大地の心臓として機能を始めると、第8第9層の境界は再生される）。

### ダイブ
他者がレーヴァテイルのコスモスフィアに干渉する行為。世界各地に存在する「ダイブ屋」と呼ばれる施設を利用することによって可能となる。レーヴァテイルにとっては自分の内面を曝け出すこととなるため、本来ダイブは強い信頼関係で結ばれたパートナーにしか許さない行為である。そのためダイブを行うには、レーヴァテイルとパートナーの信頼関係の深さを表す値であるダイブポイント(DP)が一定量必要であり、パートナーがコスモスフィアで行動を起こすとダイブポイントが消費される。ダイブによってパートナーがレーヴァテイルのコスモスフィアに干渉すると、以下のような結果が得られることがある。
- コスモスフィア内部でのパートナーの行動により、レーヴァテイルが抱えている悩みや葛藤が昇華されると、パラダイムシフトが発生して、コスモスフィアのさらに深い階層へとダイブすることが出来るようになる。
- レーヴァテイルがコスモスフィア内部で詩魔法を紡ぐと、現実世界でもその詩魔法を使えるようになる。
- パラダイムシフトが発生してコスモスフィアの1つの階層が完了すると、その階層でレーヴァテイルが着ていたコスチュームを、現実世界でも着ることが出来るようになる。

なお、すべてのレーヴァテイルの精神はLV9階層でパワーソースであるアルトネリコのバイナリ野と繋がっており、それ故にLV9に近づけば近づく程、そこで紡がれた詩魔法は強力なモノとなる。また、LV9をクリアすることで塔のリソースに自由にアクセス可能となり、塔に記録されたデータを読み込んでダイブしたパートナーとゲームを楽しむ『バイナリ野遊び』というものも可能となる。ただし、ダイバーの誰もがLV9までのシナリオを用意されているわけではない（カウンセリング等知識を備えたのプロフェッショナルなダイバーもいるにはいるが）。LV5以上はそうした知識など役に立たない、それこそ本気と本気のぶつかり合いになるため、一般的にはLV4～5で完結するシナリオが無意識のうちに組まれる。さらにダイバー側の畏れや怠けといった事をレーヴァテイルの潜在意識が感知した場合、ごく低レベルで終了してしまうシナリオを組む為、当然ながら最初からそれ以上にはいけない。LV9まで到達出来るダイバーというのは一時代に数人いるかいないかというレベルであり、それだけで英雄候補たり得る存在という事らしい。

### テル族
シリーズの舞台となる星に遠い昔から存在する、人間とは別の種族。純粋な人間と異世界の非人間種族との間に生まれたハーフが、独自コミュニティーを作った結果、種として固定化した人種であり、麻色の肌に角や尻尾（大きさ形などは後述の流派によって異なる）といった身体的特徴を持ち、寿命も200年程度と人間よりも長い。詩魔法とは全く別の特殊な術を使うことが出来、用いる術の種類により『流派』と呼ばれる12の派閥に分かれる。かつて彼らが持つ知識と技術は、塔の建設に大きく貢献した。ソル・クラスタ地方ではテル族を『妖家』と呼び、一派の名を合わせて『絢胤妖家』のように呼称する。
かつてはソル・シエール地方を発祥の地として様々な地へ移り住んでいった。その中でも現在のアルトネリコ第三塔の位置にあったシェスティネの地にあるシャラノワールの森で独自の文化を育み、唄石とダイアンサスの木の産地でもあるシェスティネの地を焼き払い領土に加えようとする周辺の人間の国家と度々抗争を繰り広げたが七つの血痕事件でシェスティネが失われると、後に国家連合ソル・クラスタに参加。ムノフ（絢胤）の予言にある破滅を回避すべく、第一期文明崩壊の原因となったグラスノインフェリアを引き起こした。
現在ソル・シエール世界においてはイム・フェーナという街にまとまって住み、プラティナを除き人間との積極的な交流を避けている。また過去プラティナと取り決めた誓約に従い、塔の重要施設が集中するエリアの守護や教会や天覇が行う塔内での発掘や探索を度々妨害している。
一方、メタ・ファルス世界では人間と共存しその技術力を生かしてダイブ屋を稼業として営んでいる者も多い。また人間やレーヴァテイルと混血のテル族も存在している。｢澪の民｣と呼ばれるエンジニア集団がカナカナ突堤で暮らしていた。
ソル・クラスタ世界ではテル族の一派『ムノフ（絢胤）』が｢レーヴァテイルが世界再生の引き金を握る」という自分達の予言からレーヴァテイル国家であるクラスタニアを介して惑星アルシエルを「惑星レーヴァテリア」として再誕させる為に暗躍していたが、焔魏妖家の頭首『焔魏元徳羅浄』による『絢胤戦争』後のアルキア研究所による妖家撲滅以降、忘れ去られた存在となっており、現在確認されているのは、絢胤戦争時にはまだ幼く、戦後クラスタニアに保護された『絢胤紅葉霧浪』だけである。
彼らの祖先の出自は『アルノサージュ〜生まれいずる星へ祈る詩〜』で明かされた。
以下にテル族12派の一覧を列挙する。
| 流派名     | 護           | 得意技                 | 妖家名 | 属名   | シリーズ登場人物                                                               |
| ---------- | ------------ | ---------------------- | ------ | ------ | ------------------------------------------------------------------------------ |
| ムノフ     | なし         | 予知                   | 絢胤   | ペル   | 『絢胤箕嵩霧浪（オリジナル）』『絢胤紅葉霧浪』                                 |
| プルーネ   | ノーム       | トランスレート（搬送） | 呉     | ネネ   | 無し                                                                           |
| ニノ       | フクロウ     | 声聴き（天の声を聞く） | 焔魏   | レー   | 『ソニア・レー・ラクーア（零音節洛螺）』『焔魏元徳羅浄』                       |
| ゼッペン   | 猫           | 変化（変身）           | 虚界   | プルー | 『アンダンテ』                                                                 |
| ジェミナ   | 鷹           | テレポート             | 竜飛   | ロス   | 『フラウト・ロス・ロリア』『リルラ・ロス・レーテル』                           |
| サーラ     | リリム       | 力業（爆破）           | 不明   | マ     | 無し                                                                           |
| オーグス   | バンシー     | 雨乞い（天候変化）     | 不明   | ザク   | 無し                                                                           |
| アルカ     | 飛竜         | 念願成就               | 星渡   | デ     | 『タスティエーラ・デ・ルゥ』『アルモニカ・デ・パメリ（ジャック・ハミルトン）』 |
| オカ       | ピクシー     | 人形遣い               | 不明   | ル     | 『チェスター・ル・ウィノア』                                                   |
| ノラフ     | コロポックル | テレパシー             | 不明   | ソラ   | 無し                                                                           |
| ディーネル | ドライアド   | 成長促進・安産         | 不明   | ヴィー | 無し                                                                           |
| プラルラ   | ドッペル     | 転生                   | 不明   | ロー   | 『アダジオ・ロー・ウィーティス』                                               |

## シリーズ作品

### ゲーム
- アルトネリコ 世界の終わりで詩い続ける少女 - 2006年1月26日発売。
- アルトネリコ2 世界に響く少女たちの創造詩 - 2007年10月25日発売。
- アルトネリコ3 世界終焉の引鉄は少女の詩が弾く - 2010年1月28日発売。

### 関連作品
アニメ、漫画、小説などが発売されている。

### Webコンテンツ
以下では公式ファンサイト「アルポータル」内のコンテンツのうち、本記事および関連記事内で触れられているものについて簡単に解説する。
トウコウスフィア
オフィシャルなユーザー参加型コンテンツ。ゲームの登場人物がユーザーからの質問に答えたり、投稿イラストなどに対する感想を述べたりする。コンテンツ内ではゲーム本編では明かされなかった裏設定の詳細が明かされたり、作中では面識のなかった登場人物同士のやり取りが描かれたりすることもある。人気コーナーとして、書籍上での展開やドラマCD化も行われている。
FLASHコスモスフィア
ゲーム本編におけるコスモスフィアへのダイブシーンを模した、アドベンチャーゲーム形式のFlashゲーム。
ヒュムノサーバー
本作に登場する架空言語である「ヒュムノス語」の文字、単語、文法、設定について解説したコンテンツ。
さぽている
ユーザーの好みにカスタマイズしたレーヴァテイルを育てることができる、会員向けのブログパーツ。